# Okręg wyborczy Birmingham
Okręg wyborczy Birmingham powstał w 1832 r. i wysyłał do brytyjskiej Izby Gmin dwóch deputowanych. Okręg obejmował miasto Birmingham. W 1868 r. liczbę mandatów zwiększono do trzech. Okręg zlikwidowano w 1885 r.

## Deputowani do brytyjskiej Izby Gmin z okręgu Birmingham

### Deputowani w latach 1832–1868
- 1832–1840: Thomas Attwood, wigowie
- 1832–1844: Joshua Scholefield, wigowie
- 1840–1857: George Frederic Muntz, wigowie
- 1844–1847: Richard Spooner, Partia Konserwatywna
- 1847–1867: William Scholefield, wigowie
- 1857–1868: John Bright, Partia Liberalna
- 1867–1868: George Dixon, Partia Liberalna

### Deputowani w latach 1868–1885
- 1868–1876: George Dixon, Partia Liberalna
- 1868–1885: Philip Henry Muntz, Partia Liberalna
- 1868–1885: John Bright, Partia Liberalna
- 1876–1885: Joseph Chamberlain, Partia Liberalna